# 彎口蘆鯛
彎口蘆鯛為輻鰭魚綱鱸形目鱸亞目鯛科的其中一種，分布於西大西洋的墨西哥猶加敦半島海域，棲息深度11-18公尺，體長可達21公分，棲息在沿海海域，可做為食用魚。